# Anna David
Anna David (født 2. december 1984 i Aarhus) er en dansk pop- og R'n'B-sangerinde, sangskriver og skuespiller.

## Tidlige liv
Anna David begyndte at spille musik som 4-årig. Dengang var det farens trommer, der var den store interesse, indtil hun som 13-årig kom til sangundervisning med sine storesøstre, deriblandt Inez Bjørg David, der er professionelle skuespillere i Tyskland. Hun har derudover en bror. Hun er uddannet i sang, dans, trommer og klaver.

## Karriere
Anna David begyndte sin karriere i 1999, da hun spillede en lille rolle ved navn "Drummer Betty" i Lars von Triers Dancer in the dark. To år senere indspillede hun "P-Y-B (Pretty Young Boy)". Anna David fik sin første pladekontrakt i Tyskland som 14-årig. Hun voksede op i Danmark men har også selv tyske aner, da hendes mor er tysk. Faren er dansk/amerikansk.  
Anna David havde sit gennembrud i Danmark i 2005 med hit-singlen Fuck dig, som blev fulgt op af albummet Anna David. Fuck dig er også blevet oversat til Fuck you, Fuck deg og Fick dich, hvoraf den sidstnævnte version blev et #23 hit i Østrig samt et #40 hit i Tyskland.
I 2006 deltog Anna David i Vild Med Dans. I 2007 udgav hun albummet 2. I 2008 ledede hun sit sammensatte Østerbro-kor i TV 2:s Allstars.
I 2009 kunne man følge Anna David i TV 2:s serie Store Drømme, hvor Anna spillede en elev på en drama/musikskole.
I 2009 udkom hendes tredje album, Tættere på hvor bl.a hitsne "Tæt På" "Når en engel siger farvel" og "Den sommer" indgik. I 2010 udkom hendes fjerde album, Music is Taking Over som bl.a består af sangene "Bow (For the bad girls)", "Hate you" og "Something to Nothing".
I februar 2011 deltog Anna David i programmet Toppen af Poppen på TV 2, hvor hun sammen med musikerne Jokeren, Szhirley, Lars H.U.G, Erann DD og Dorthe Kollo fortolker hinandens sange på et hotel i Mexico.
2012 spillede hun hovedrollen som "Sandy" over for Silas Holst i musicalen Grease i Tivolis Koncertsal i København, med en national turné i 2015.
 Sidste opsætning med Anna David i hovedrollen var Danmarksturne i 2015. 
I 2014 konkurrerede hun som kunstner i Dansk Melodi Grand Prix med sangen "It Hurts" skrevet af bl.a. Anna David og Lasse Lindorff. I Dansk Melodi Grand Prix 2021 skrev hun også sangen "Hvileløse hjerter" til Nanna Olivia sammen med Nicolai Levring og Casper Sørensen. Anna David har været dommer til Dansk Melodi Grand prix flere gange. 
I dag er Anna David en dobbelt platin sælgende kunstner.

## Privatliv og aktivisme
Anna David fortalte i 2007 i et interview med B.T., at hun som 17-årig blev voldtaget af en ven fra skolen. Hun valgte at udtale sig om det for at forebygge mod at det skulle ske for andre, og for at skabe opmærksomhed om at de fleste voldtægter ikke begås af fremmede, men derimod af bekendte, kaldet kontaktvoldtægt.
I december 2010 annoncerede Anna David, at hun var gravid med sin kæreste Christian Sørensen. Den 13. juni 2011 fødte hun det første af deres tre børn, en pige ved navn Alba. Derudover har de Noam og Elmer.
I 2011 blev Anna David ambassadør for "Vores ansvar – NEJ til vold mod børn" hvor hun blandt andet lavede Sangen "Kun Hjertet Slår" som handler om at man ikke må slå på børn, og at det kun er hjertet der må slå.

## Diskografi

### Albums
- Anna David (2005)
- 2 (2007)
- Tættere på (2009)
- MUSIC is TAKING OVER (2010)
- Af lys og mørke (2016) EP
- Vinden hvisker (2018) EP

### Tyske singler
- P.Y.B. (Pretty Young Boy) (2000) med Christoph Brüx, Toni Cottura[9]
- U And Me And The Sunshine (2001)
- Impossible (2002)
- Terminal Love (2002)
- Fuck You (2006)
- Fick Dich (2006)

### Danske singler
- Fuck Dig ( 2005)
- Hvad nu Hvis? (2005)
- Når musikken spiller (feat. UfoYepha) (2005)
- Kys Mig (2005)
- Nr. 1 (2007)
- Chill (2007)
- Den lille pige (2007)
- Tæt på (2009)
- Den sommer (2009)
- Når en engel siger farvel (2009)
- Uden Ord (2009)
- La' Det Være Mig (2009)
- Et andet liv - store drømme (2009)
- All About Love (2009) (Anna David & Mohamed Ali)
- BOW (for the bad girls) (2010)
- Something to Nothing (2010)
- Hate You (2010)
- Into the Light (Anna David & Johnny Colding) (2010)
- If You Wanna Cry (2011)
- Natsværmer (Toppen af Poppen) (2011)
- Kun Hjertet Slår (2011)
- Brænder Mig (2012)
- F***ing Perfekt (2013)
- It Hurts (2014)
- Ukendt land (2016)
- Fuck dig og softice (Linda P version) (2017)
- Kun os to (2018)
- TagTop (2020)
- Hold om mig (2020)